# Южный (остров, Новая Земля)
Ю́жный — остров архипелага Новая Земля, отделённый от Северного острова узким проливом Маточкин Шар (ширина 2—3 км), от острова Вайгач — проливом Карские Ворота (ширина около 50 км). Административно входит в Архангельскую область России. Площадь острова 33 275 км² — это третий по величине остров России после Сахалина и Северного острова.
На западе расположен полуостров Гусиная Земля.
Высшая точка — гора Первоусмотренная (1291 м).

## Физико-географическая характеристика

### География и рельеф
Южный входит в состав архипелага Новая Земля. Омывается Карским и Баренцевым морями с востока и запада соответственно. Пролив Маточкин Шар отделяет остров от острова Северный на севере. Площадь Южного составляет 33 275 км², длина береговой линии 2920 км.
На Южном находятся 1124 водотоков, из которых только 138 имеют длину более 10 км. Малые реки с площадью водосборного бассейна менее 100 км² составляют 80% от всех водотоках острова, в то время как крупные с площадью более 1000 км² только 3%. Большинство крупных рек берут исток в центральной части острова, где присутствует меридиональный хребет. Число малых рек увеличивается с уменьшением средней высоты местности. Их максимальное количество расположено на юго-востоке острова и полуострове Гусиная Земля. Максимальное количество водотоков расположено в южной части острова. Крупнейшие реки острова с длиной более 80 км и площадью водосборного бассейна более 1200 км²: Савина, Безымянная, Абросимова и Рогачёва. В зимний период водотоки полностью перемерзают. На острове присутствуют 5 типов устьев: простые, эстуарные, лиманные, лагунно-дельтовые и дельтовые. Крупнейшие озёра — Нехватова Первое (38,8 км²), Нехватова Второе (22,8 км²) и Гусиное (15,8 км²).
На острове выделяются три характерные физико-географические зоны: пологохолмистая равнина (юго-восток и полуостров Гусиная Земля), структурно-грядовая равнина и вытянутый в меридиональном направлении хребет. Рельеф северной части острова осложнён большим количеством фьордов, возникших в доледниковый период и развившихся в ходе гляциальных и флювиогляциальных процессов. Для западного побережья Южного характерно вдольбереговые течения, направленные с юга на север, для восточного наоборот. Средняя величина прилива составляет 1 метр, для бухт, губ и проливов — до 2 метров. Для восточного побережья характерны свалы глубин до 20—30 метров на расстоянии 1 км от берега, для западного 5—10 метров.

### Геологическое строение
Остров относится к Урало-Новоземельской складчатой области. Остров образовался в девонском—пермском периодах.

### Климат
Климат Южного морской полярный. Для острова характерна неустойчивая циклоническая погода, ураганные ветры, резкие колебания температуры и положительная разница между осадками и испарением. В год среднее количество осадков составляет около 400 мм. Осадки выпадают более 260 дней в году. Из них бо́льшая часть выпадает при прохождении циклонов в осенне-зимний период. Средняя высота снежного покрова составляет 17—38 см. 

## Флора и фауна
Южный относится к арктическим тундрам. Орнитофауна острова состоит из 86 видов.

## История
В древности остров населяло неизвестное племя, возможно принадлежавшее к усть-полуйской археологической культуре. Не исключено, что в мифологии самоедов (ненцев) оно было известно под именем сиртя.
Предположительно остров был открыт в XII—XIII веках новгородскими купцами, однако убедительных историко-документальных подтверждений тому не имеется. Не удалось доказать и первенство в открытии архипелага древними скандинавами.
Из западных европейцев первым на остров высадился в 1553 году английский мореплаватель Хью Уиллоби, возглавлявший по указу короля Эдуарда VI (1547—1553) экспедицию лондонской «Московской компании» для «отыскания Северо-Западного прохода» и установления отношений с Русским государством.
На карте голландского ученого Герарда Меркатора 1595 года весь архипелаг Новая Земля выглядел ещё как единый остров или даже полуостров.
В 1671 году в Париже вышло сочинение «Путешествие в Северные Страны», автор которого — дворянин из Лотарингии Пьер-Мартен де ля Мартиньер — в 1653 году посетил Южный остров архипелага Новая Земля на корабле датских купцов. Спустившись на берег на трех шлюпках, датские моряки и Мартиньер встретили там вооруженных луками охотников-самоедов, поклонявшихся деревянным идолам.
Известный голландский ученый-естествоиспытатель Николаас Витсен в книге «Северная и Восточная Татария» (1692) — первом в Западной Европе научном труде о Сибири и Русском Севере — сообщает, что Пётр Первый намеревался выстроить на острове русский военный форт.
Первым русским исследователем острова Южный считается штурман Фёдор Розмыслов (1768—1769).
Вплоть до второй половины XIX века остров был фактически необитаемым, хотя возле него постоянно ловили рыбу и охотились поморы и норвежцы. Хотя ни те, ни другие поселиться и жить на острове не могли, время от времени возникали мелкие дипломатические конфликты, в которых Российская империя неизменно заявляла на остров свои права.
Активное заселение острова началось с 1869 года, когда на него в принудительном порядке были поселены несколько семей ненцев. В 1877 году на острове возник населённый пункт Малые Кармакулы. В восьмидесятых годах XIX века на Новой Земле уже существовала небольшая колония ненцев и русских промышленников.
В 1901 году на острове работал известный полярный художник Александр Борисов, взявший к себе в проводники местного молодого ненца Тыко Вылку. Во время 400-километровой поездки на собаках Борисов постоянно делал зарисовки. Заметив талант заинтересовавшегося живописью Вылки, Борисов обучил Тыко Вылку живописи. Когда в 1903 году на остров приезжал художник и писатель Степан Писахов, он также отметил талант молодого ненца, подарив ему краски и карандаши.
В 1909 году на остров приезжает полярный исследователь Владимир Русанов, который вместе с Тыко Вылкой обследовал весь архипелаг Новая Земля и составил его точное картографическое описание.
Новоземельская экспедиция 1911 года, исследуя Южный остров, набрела на вымерший посёлок русских промышленников, о существовании которого до того времени не было известно. Расположенный на Чёрном Носу в заливчике без названия, нигде не отмеченный на картах, посёлок представлял собой печальное зрелище: разбросанные по всем направлениям человеческие черепа, скелеты, кости. Кресты, стоящие тут же, очевидно на кладбище, совершенно обветшали и истлели, перекладины отвалились и надписи на них стёрлись. Всего экспедиция насчитала тут останки примерно 13 человек. Вдали возвышались ещё три полуразрушенных креста.
На побережье Чёрной губы находилось становище Красино.
В 1954 году сюда прибыли первые военные для строительства объектов в зоне ядерных испытаний.
В 1997 году орнитологическая экспедиция В. Н. Калякина обнаружила на полуострове Медный (восточное побережье пролива Костин Шар) в северной части побережья залива Малый губы Пропащая два каменных лабиринта.